# .bz
.bz — в Інтернеті, національний домен верхнього рівня (ccTLD) для Белізу.

## Домени 2-го та 3-го рівнів
У цьому національному домені нараховується приблизно 3,410,000 вебсторінок (станом на лютий 2009 року).
У наш час використовуються та приймають реєстрації доменів 3-го рівня такі доменні суфікси (відповідно, існують такі домени 2-го рівня):
| Суфікс  | Регламентовані користувачі                                            |
| .com.bz | Комерційні установи, корпорації                                       |
| .edu.bz | Наукові та дослідницькі установи, коледжі, університети або інститути |
| .gov.bz | Державні та урядові установи                                          |
| .net.bz | Провайдери, організації, пов'язані з мережами                         |
| .or.bz  | Неприбуткові, неурядові організації                                   |
| .org.bz | Неприбуткові, неурядові організації                                   |